# آسپروسین
آسپروسین (انگلیسی: Asprosin) یک هورمون‌های پپتیدی است که توسط پستانداران و در بافت چربی سفید ساخته می‌شود و کبد را وادار به رهاسازی گلوکز در خون می‌نماید. آسپروسین توسط ژن «FBN1» کُدگذاری می‌شود. در کبد این مولکول پروتئینی از طریق یک مسیر وابسته به آدنوزین مونوفسفات حلقه‌ای موجب رهاسازی گلوکز می‌شود.

## اهمیت بالینی
فیبریلین ۱ در ساخت الیاف الاستیک بافت همبند نقش مهمی دارد و در کسانی که جهش ژن FBN1 رخ دهد، نشانگان مارفان ایجاد می‌شود. در مبتلایان به سندرم لیپودیستروفی-پروجروید-شبه مارفان (MPL) میزان آسپروسین بسیار اندک است؛ چرا که جهش ژنی خاصی انتهای کربوکسیل «پیش‌سازِ فیبریلین ۱» را تحت تأثیر قرار داده و تبدیل آن به آسپروسین و فیبریلین ۱ را مختل می‌کند.
کسانی که مبتلا به مقاومت به انسولین و چاقی هستند، سطح خونی آسپروسین بالایی دارند. همچنین سطح آسپروسین در زنان مبتلا به سندرم تخمدان پلی‌کیستیک بسیار بالاست. در بیماران چاقی که تحت عمل جراحی چاقی قرار می‌گیرند، سطح آسپروسین پائین می‌آید.